# باب زائف
الباب الزائف (بالإنجليزية: False door) هو صورة منحوتة لشكل باب، قد يكون النحت في مقبرة أو على جدار . وغالبا تكون الأبواب الزائفة ملونة ومزينة بإسهاب . وجدت الأبواب الزائفة في بعض الحضارات القديمة مثل حضارة قدماء المصريين و الحضارة الإتروسكانية في إيطاليا القديمة، كما وجدت في القبور الجبلية لأهل سردينيا.

## في مصر القديمة

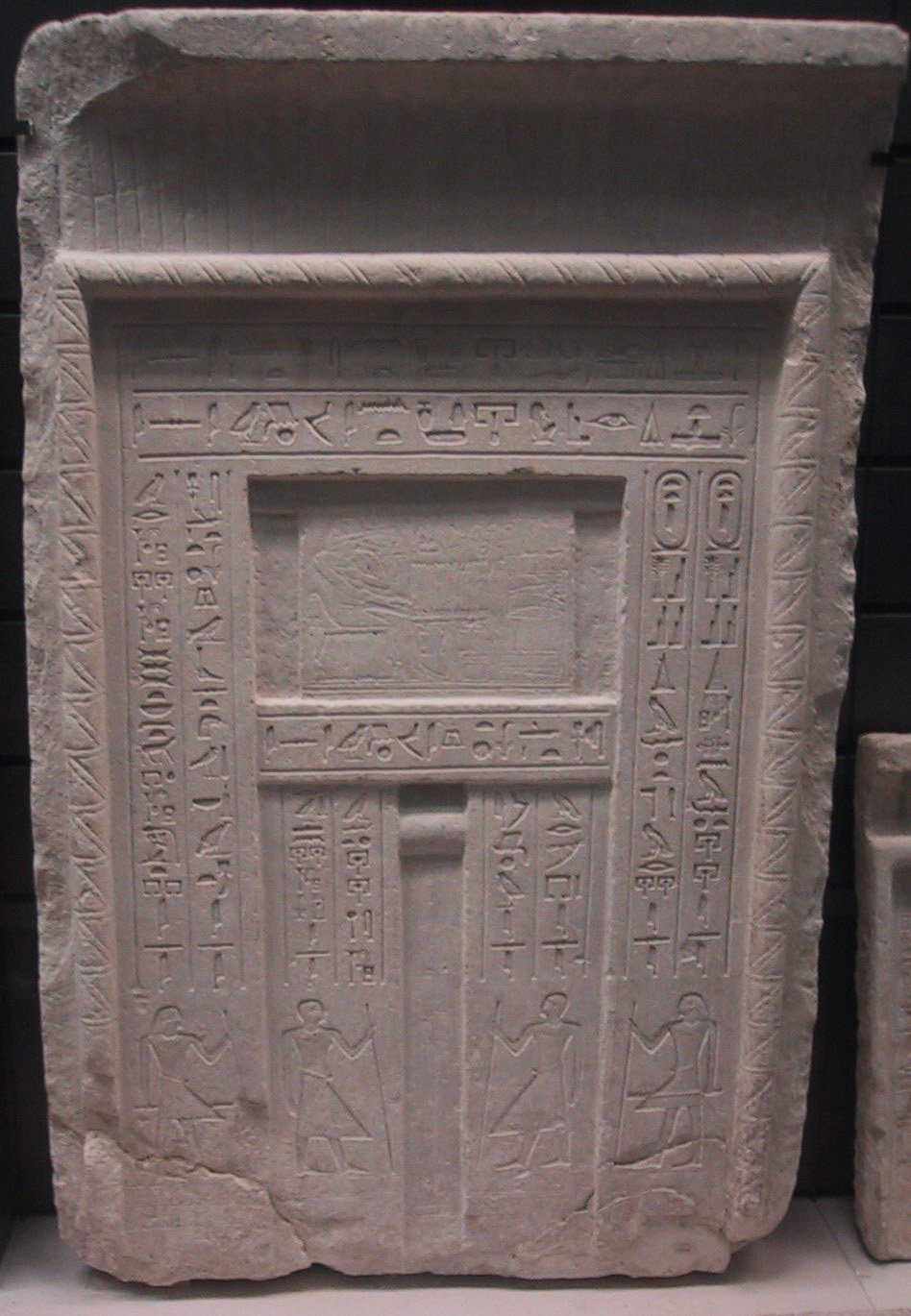
باب زائف من الدولة المصرية القديمة ، معروض في اللوفر ، باريس.

اعتقد قدماء المصريين في البعث بعد الموت . وكان من أساسيات ديانة قدماء المصريين أن روح المتوفى - وكانوا يسمونها كا - يمكنها أن تعبر من الباب الزائف من الآخرة إلى عالم الدنيا. وعن قدماء المصريين نجد عدة اشكال للباب الزائف مثلما في الأبواب الزائفة الوسطية التي وجدناها من عهد الدولة المصرية الحديثة ، وأبواب زائفة مسهبة الزينة وبالطبع تحمل اسم صاحبها ومزودة بتعاويذ لحمايته وسلامته وتذكر احيانا ما تقدم به من قرابين . كما كانت هناك أيضا أبواب زائفة طبيعية بسيطة .

## اقرأ أيضا

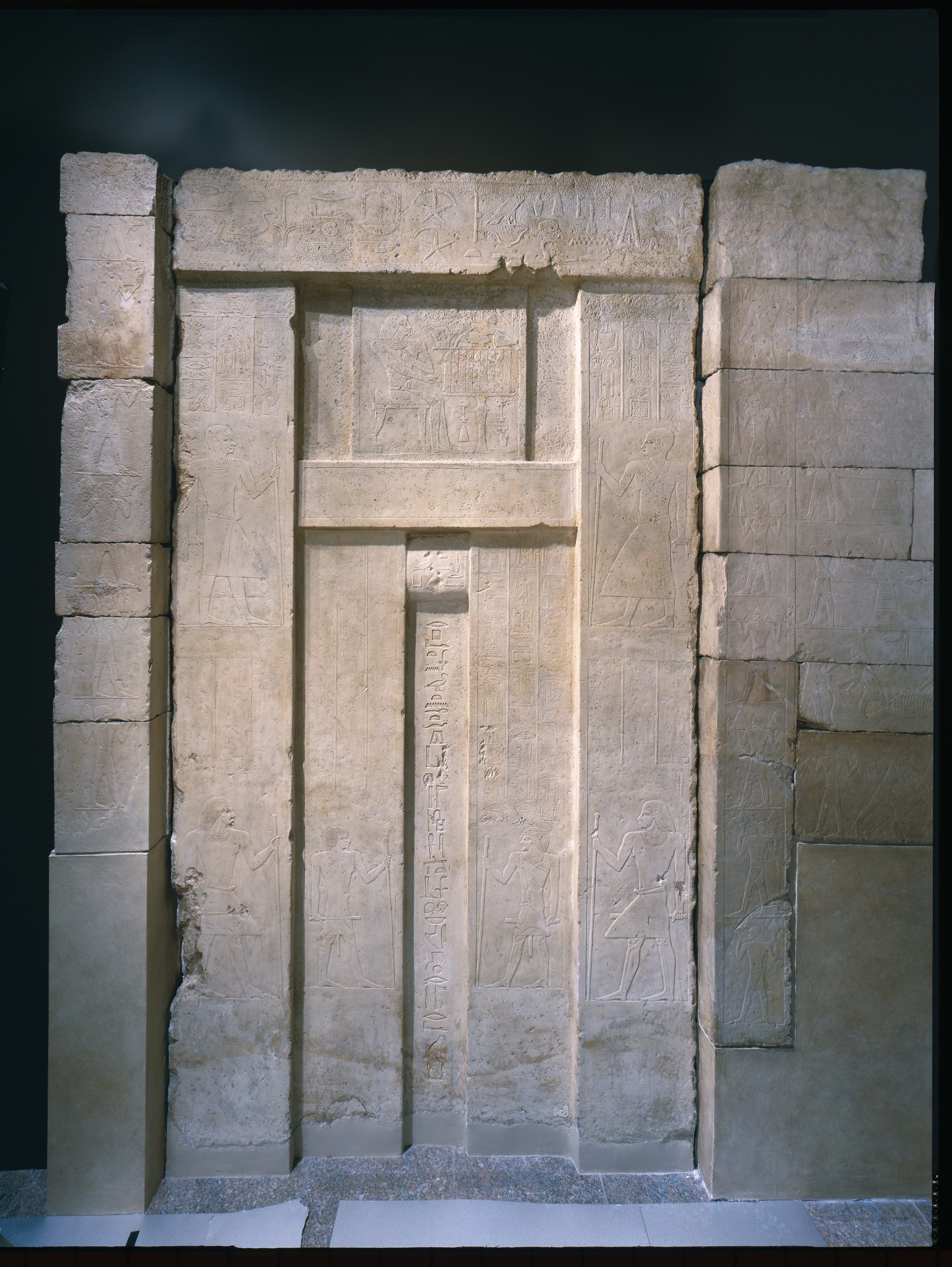
باب زائف في احد معابد قدماء المصريين نحو سنة 2450 قبل الميلاد.

- مقبرة سننموت
- معبد الوادي
- شقفة مرسومة